# Gonzalo Correas

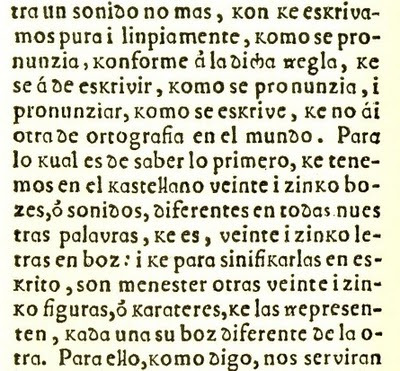

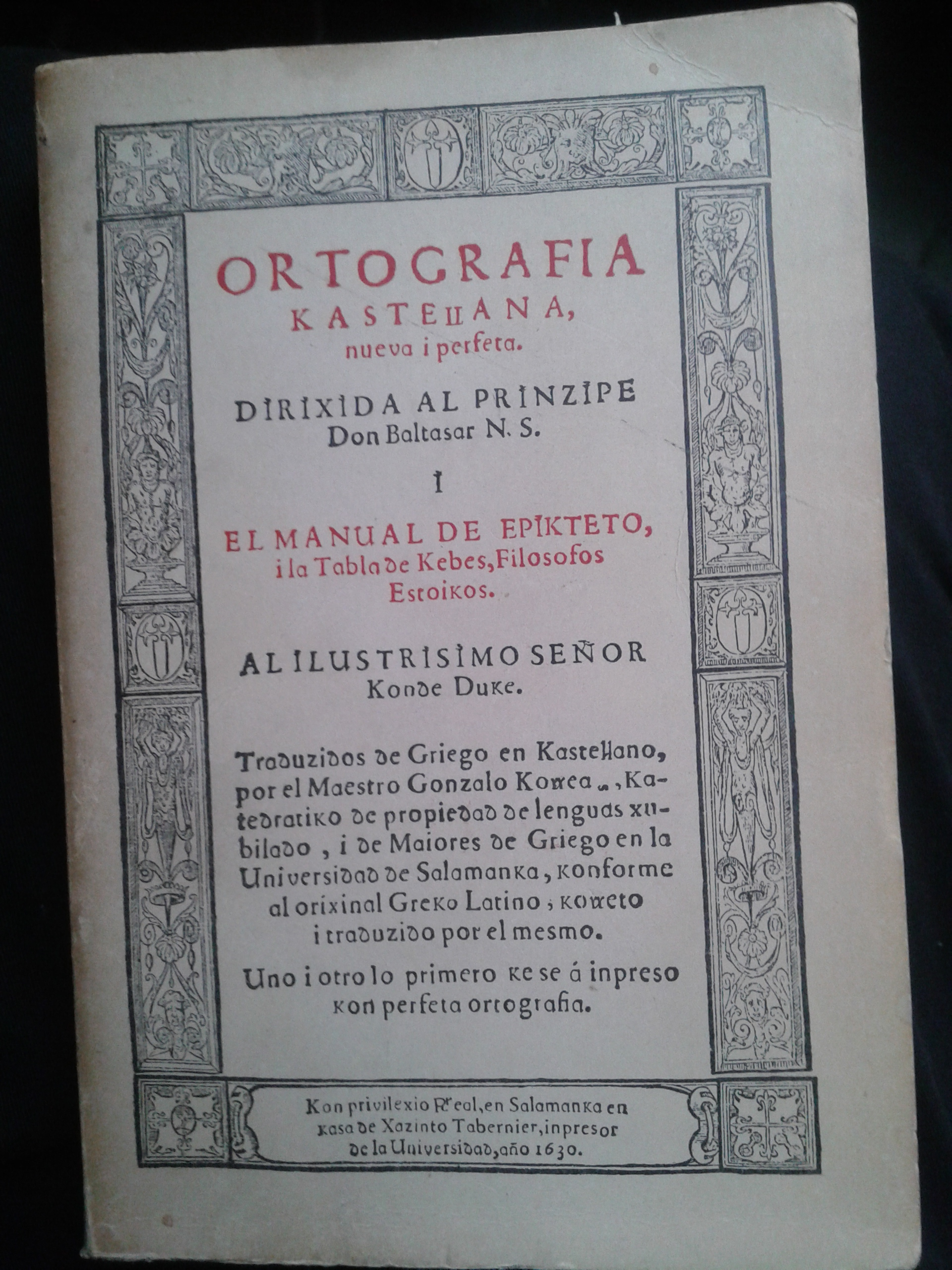
Página (arr.) y portada de la edición facsímil (Espasa-Calpe, Madrid, 1971) (ab.) de la Ortografia Kastellana nueva i perfeta (1630), de Gonzalo Correas. En la imagen de arriba se lee el principio que, siguiendo a Quintiliano y a Antonio de Nebrija, regía su propuesta ortográfica: «...eskrivamos pura i limpiamente, komo se pronunzia, konforme a la di[ch]a rregla, ke se á de eskrivir, komo se pronunzia, i pronunziar, komo se eskrive...»

Gonzalo Correas Íñigo o Gonzalo Korreas Íñigo (Jaraíz de la Vera, Cáceres, 1571-Salamanca, íd., 17 de agosto de 1631) fue un humanista, helenista, gramático, lexicógrafo, paremiólogo y ortógrafo español, conocido fundamentalmente como el impulsor de una reforma de la ortografía del español de criterio fonetista frente al etimologista, según el principio de que a cada fonema debe corresponder un signo o grafema de modo biunívoco, en sus obras Nueva i zierta Ortografia Kastellana (1624) Ortografia Kastellana nueva i perfeta (1630). Entre el resto de las obras que escribió destaca su Vocabulario de refranes y frases proverbiales (1627).

## Biografía
Tras pasar tres años estudiando filosofía en Salamanca y obtener un bachillerato en Artes (1592), se matriculó en teología; obtuvo beca de griego en el recién abierto Colegio Trilingüe (1594), pero éste se cerró a los cuatro años y le dieron para compensarle una cátedra de griego de menores; procuró también dominar el hebreo, y en 1601 se ordenó sacerdote y opositó con éxito a una cátedra de griego de superior condición (medianos). Le designaron capellán del Hospital del Estudio, y en 1610 le dieron una cátedra de hebreo. Ganó la de mayores de griego en 1615 y le autorizaron a dar ambas cátedras. La Universidad le hizo corrector de imprenta, y se jubiló en 1630. Murió en 1631 y legó sus libros a la universidad, entre ellos los manuscritos inéditos de su Arte de la Lengua Española Castellana, que escribió en 1625 y publicó en 1903 el conde de la Viñaza, y su Vocabulario de refranes y frases proverbiales (1627).
Es conocido sobre todo como el impulsor del principio fonetista en la ortografía castellana frente al etimologista, bajo el criterio de que a cada fonema debe corresponder un signo en la escritura o grafema. Este criterio ya había sido expresado por Antonio de Nebrija en 1492 en la primera parte de su Gramática castellana, que estaba dedicada a la ortografía, y repetido en su tratado específico de 1517 Reglas de ortographía en la lengua castellana, siguiendo al retórico y gramático hispanorromano del siglo I Quintiliano, que expuso el mismo criterio con respecto al latín:

... que assi tenemos de escribir como pronunciamos i pronunciar como escribimos...
Antonio de Nebrija, Gramática castellana, 1492.

Con ese fin, y para evitar las ambigüedades gráficas del español, redujo el número de letras, sustituyendo la c y la q por la k, entre otras novedades; le impulsaba un interés meramente pedagógico y racionalista. En el curso de sus observaciones sobre el habla castellana, hizo importantes observaciones sobre la fonología dialectal del español de la época. Por otra parte, sus preocupaciones paremiológicas se ejemplifican en el Vokabulario de refranes (1627); apreció la importancia y valor estético del folclore tradicional español, y se inclinaba a considerar el mejor español o normativo el de las gentes de mediana condición.

## Obras
- Prototypi in graicam linguam Grammatici Canones (1600)
- Nueva i zierta Ortografia Kastellana (1624)
- Trilingüe de tres artes de las tres lenguas Castellana, Latina i Griega, todas en Romanze (1627)
- Ortografia Kastellana nueva i perfeta (Salamanca, 1630)
- Vokabulario de refranes (Salamanca, 1627)
- Arte de la lengua española castellana de Gonzalo Correas, edición de Emilio Alarcos García, Madrid, CSIC, 1954
- Arte Kastellana (1627), introducción, edición y notas por Manuel Taboada Cid, Santiago de Compostela, Universidad, Secretariado de Publicaciones, 1984
- Vocabulario de refranes y frases proverbiales (1627), edición de Louis Combet, Bourdeaux [Burdeos], Institut d’Études Ibériques et Ibéro-Américanes de l’Université, 1967. Se trata de la primera edición crítica de esta obra, donde se reproduce el texto del manuscrito literalmente, manteniendo la ortografía de Correas, aunque añadiendo tildes y puntuación. Hay segunda edición revisada por Robert Jammes y Maïte Mir-Andreu (Madrid, Castalia, 2000), pero con la ortografía modernizada, así como el peculiar orden alfabético que estableció Correas y que reproducía la edición de 1627, haciendo de este modo accesible esta obra a un público más general.[3]
- Vocabulario de refranes y frases proverbiales y otras fórmulas comunes de la lengua castellana en que van todos los impresos antes y otra gran copia que juntó el Maestro Gonzalo Korreas, edición de Víctor Infantes, Madrid, Visor Libros, 1992. Es reimpresión de la edición, prologada y preparada por Miguel Mir, de la Real Academia Española, de 1924.